# Juan García Carrés
Juan García i Carrés (Portbou, Girona, 4 de maig de 1928 - Madrid, 7 de novembre de 1986) va ser un dirigent català del Sindicat Vertical durant la dictadura de Francisco Franco, i va estar implicat en el cop d'estat del 23-F, pel qual va ser condemnat a dos anys de presó en concepte d'autor d'un delicte de conspiració per a la rebel·lió militar.

## Biografia
Va ser President del Sindicat Nacional d'Activitats Diverses i procurador en Corts. També va ser membre de la Confederació Nacional d'Excombatents, amb el fundador dels quals, José Antonio Girón, li unia una gran amistat. Més endavant es va convertir en un dels dirigents del Sindicat Vertical.
Durant la transició democràtica es va veure implicat en diferents casos de violència de la ultradreta, entre els quals van destacar la matança d'Atocha de 1977, per la qual va ser cridat a declarar. A la sortida dels jutjats va declarar:
| « | Estic sorprès del que està passant a Espanya. Això no és més que un estat de confusió. Els que hem estat fidels als juraments que prestem estem asseguts en una mena de banqueta, i els perjuros ocupen els alts càrrecs del poder. Objectiu de tot això és desprestigiar els que hem tingut consciència i posar-nos de blanc com en un tir al colom. Així que els que ens han fet venir a declarar aquí que responguin amb les seves consciències del que ens pugui passar. | » |

### Cop d'estat del 23-F
Va participar en la preparació del cop d'estat del 23 de febrer de 1981, en les reunions prèvies de juliol de 1980 amb Antonio Tejero i Jaime Milans del Bosch i va adquirir els autobusos amb els quals els guàrdies civils es van desplaçar per assaltar el Congrés. Va ser detingut el 24 de febrer i posat a disposició judicial el 28, després de facilitar el Govern les converses telefòniques mantingudes entre Carrés, Antonio Tejero, Milans del Bosch i uns altres. Durant el 23-F va facilitar la comunicació entre Tejero i Milans, va animar a Tejero a sostenir l'assalt al Congrés dels Diputats, va assegurar que el diari ultradretà L'Alcàsser publicaria el dia 24 un manifest de suport al cop i va assegurar a Tejero que s'ocuparia de la seva família en cas d'un "desenllaç fatal". En els interrogatoris policials va desmentir la seva vinculació amb els colpistes. En les cintes gravades pel mateix Carrés també es van trobar converses amb Carlos Iniesta Cano, exdirector General de la Guàrdia Civil, i amb José Antonio Girón, de la Confederació Nacional d'Excombatents. A més de l'esposa de Tejero, Carres va parlar amb el director de l'Alcàsser, Antonio Esquerre.
També va mantenir conversa amb una persona no identificada a la qual li va llegir un manifest que anava a fer-se públic, bé al Congrés dels Diputats, bé en algun mitjà de comunicació. Les transcripció del manifest assenyala el següent text:
| « | Les unitats de l'Exèrcit i de la Guàrdia Civil que des d'ahir estan ocupant el Congrés dels Diputats a les ordres del general Milans del Bosch, capità general ... [García Carrés comenta: «Això de Milans del Bosch no sé si ... »] no tenen un altre desig que el bé d'Espanya i del seu poble. No admeten més que un Govern que instauri una veritable democràcia. No s'admeten les autonomies separatistes i volen una Espanya descentralitzada, però no trencada. No admeten la impunitat dels assassinats terroristes, contra els que cal aplicar tot el rigor de la llei. No poden acceptar una situació en què el prestigi d'Espanya disminueix dia a dia [comentari de García Carrés: «Està ben fet, eh?»], No admeten la inseguretat ciutadana que ens impedeix viure en pau. Accepten i respecten al Rei, al qual volen veure al capdavant de les destinacions de la Pàtria, recolzat per les seves Forces Armades. En suma, volen la unitat d'Espanya, la pau, ordre i seguretat. Visca Espanya! | » |

Sobre el futur de Carrés, una vegada que el cop es veu fracassat, en un enregistrament del tinent general Iniesta Cano, aquest s'interessa davant el director d'Europa Press, Antonio Herrero Losada, el periodista exdirector de Pueblo, Emilio Romero, i el president del Col·legi d'Advocats de Madrid, Antonio Pedrol, per localitzar-li un advocat defensor.
Va ser processat per auxili a rebel·lió militar pel Consell Suprem de Justícia Militar, sent l'únic civil acusat de participar en el cop d'estat. Durant el judici Carrés va negar la seva participació en els fets, es va declarar "espanyol falangista", "preocupat pels crims terroristes" i va afirmar que no va assistir a cap reunió preparatòria del cop, i que el seu únic contacte amb Tejero i Milans del Bosch en els mesos previs (dels quals es va declarar "molt amic") va ser per organitzar una recollida de signatures a fi d'impedir que tirés endavant un projecte de llei pel qual, segons ell, s'anava a eliminar el caràcter militar de la Guàrdia Civil. El fiscal va demanar dotze anys de presó en el primer escrit de conclusions, i deu anys després. El Consell Suprem de Justícia Militar el va condemnar a dos anys de presó, sentència ratificada pel Tribunal Suprem el 28 d'abril de 1983:
| « | [Es condemna a Juan García Carrés per un] delicte de conspiració per a la rebel·lió militar, en concepte d'autor, previst i penat a l'article 291 del Codi de Justícia Militar, a la pena de dos anys de presó, amb l'accessòria de suspensió de tot càrrec públic, professió, ofici i dret de sufragi amb la mateixa extensió cronològica que la pena principal imposada; tot això amb les conseqüències econòmiques a què es refereixen els articles 223 i següents del Codi de Justícia Militar. | » |